# アナ☆パラ
『アナ☆パラ』（アナパラ）は、日本テレビで2008年3月31日から7月31日まで放送されていた関東ローカルの生放送の情報番組。放送時間帯は、毎週月曜日から木曜日の14:55 - 16:53（JST）。

## 概要
前番組だった『ドラバラZONE』（再放送枠）が2008年3月28日をもって打ち切りとなったため、この時間帯を情報番組枠に戻して本番組を開始した。
その内訳は、14時台（13:55 - 14:55）が読売テレビ（ytv）制作の『情報ライブ ミヤネ屋』（以下、ミヤネ屋）・第1部の同時ネットと、15時台（14:55 - 15:50）が同年3月27日に打ち切られた『くちコミ☆ジョニー!』（16時台に放送、以下、ジョニー）との統合である。
視聴率低迷のため、同年7月31日をもって打ち切りとなった。15時台については同年8月に『ゴゴドラ・第1部』のつなぎ放送を経て、同年9月から『ミヤネ屋・第2部』のネット受けを、金曜も含め開始した。16時台については『ゴゴドラ』（のちに『ドラばらっ!』に改題。）を放送していた。

## 主な出演者
太文字の女性アナウンサーが、その曜日のメイン司会を務める。なお、メイン司会以外は必ずしも下表の通りとは限らず、スケジュールの都合によっては別のアナウンサーが出演する場合もある。
| 曜日 | 司会                                         | コメンテーター                  |
| ---- | -------------------------------------------- | ------------------------------- |
| 月曜 | 西尾由佳理、葉山エレーヌ、夏目三久、鈴木崇司 | 宮島秀司※/二宮清純※、立川志らく |
| 火曜 | 葉山エレーヌ、宮崎宣子、夏目三久、鈴木崇司   | 山中秀樹、細川茂樹              |
| 水曜 | 宮崎宣子、森圭介、夏目三久、駒村多恵         | 早坂実、木根尚登                |
| 木曜 | 鈴江奈々、延友陽子、宮崎宣子、田中毅         | 八代英輝、ケンドーコバヤシ      |

（※は隔週）

## 主なコーナー
- パラ☆チュー … 担当：中嶋美和子（月・火）、石崎佳代子（水・木）
話題のスポットからの中継コーナー。15・16時台の2回ある。
- ニュース … 担当：丸岡いずみ（日本テレビ報道局記者）
スタジオから15時台のニュースを伝える[2]。
- イチオシ
『ズームイン!!SUPER』などで放送されたコーナーの再放送。コーナージングルはV6の「Live Show」（10thアルバム「Voyager」に収録）のイントロとアウトロを繋ぎ合わせたものを使用。
- ほっかほかdonna … 担当：鈴木美潮（読売新聞東京本社・文化部記者）
『イブニングプレス donna』とほぼ同内容であり、この番組に内包する形態に変更された。引き続き読売新聞夕刊の注目記事などを紹介する。
- 先出しリアル … 担当：近野宏明（日本テレビ報道局記者）、小西美穂（同）、森麻季（日本テレビアナウンサ-）
報道フロアから中継で、後座番組『Newsリアルタイム』で伝える主なニュースを紹介。
- おしゃ☆パラ
ゲストを招いてのトークコーナー。

## タイムテーブル
- 14:55 … オープニング
- 15:00 … 今日のメールテーマ発表
- 15:02 … 芸能情報
- 15:24 … メール紹介
- 15:29 … パラチュー
- 15:34 … メール紹介
- 15:37 … ニュース
- 15:41 … イチオシ
- 15:47 … ○○（日替わり）パラダイス
- 16:06 … パラチュー
- 16:10 … ほっかほっかdonna
- 16:18 … 先出しリアル
- 16:24 … コラム
- 16:27 … おしゃパラ
- 16:41 … あした★うらない
- 16:44 … メール紹介
- 16:47 … 天気予報
- 16:50 … 番組からのお知らせ
- 16:51 … エンディング

## スタッフ
- 総監督：佐藤一
- ニュース：藤永京子
- プロデューサー：中西太
- チーフプロデューサー：染井将吾